# РИА Новости
Руската агенция за международна информация „РИА Новости“ (на руски: Российское агентство международной информации „РИА Новости“) е бивша информационна агенция в Русия със седалище в Москва, сред водещите информационни агенции в страната, част от руската държавна радио- и телевизионна компания „Всероссийская государственная телевизионная и радиовещательная компания“ (ВГТРК).
Неин последен ръководител (генерален директор) (от 24 януари 2003 г. до закриването ѝ) е Светлана Василиевна Миронюк.
Закрита е чрез ликвидация. Въз основа на тази агенция и радиостанция „Гласът на Русия“ („Голос России“) е създадена Международната информационна агенция „Россия сегодня“ („Русия днес“), считано от 9 декември 2013 година, за осветяване зад граница на държавната политика на Руската федерация.
Основната дейност се концентрира в събирането и предаването на информация, новини от Русия и страните от ОНД. Като важни критерии при дейността си агенцията изтъква: „оперативност, безпристрастност и независимост от политическата конюнктура“. Към задачите на агенцията влиза и разпространението на официални изявления и съобщения на руското правителство, президентство, министерства, ведомства и други държавни институции, както и на обществени организации.
РИА „Новости“ разполага с голяма мрежа от кореспонденти както в Руската федерация и страните от ОНД, така и в над 40 държави по света. Всекидневно РИА „Новости“ информира чрез собствения си телевизионен канал и интернет сайта си като, разпространява информацията на руски, 6 европейски езика (английски, немски, френски, португалски, испански и сръбски), фарси, арабски, японски и китайски. Агенция РИА Новости разполага и с фонд от над 600 000 снимки, който е най-големият в страната.
Основни клиенти на РИА Новости са руското президентство, правителство, парламент, министерства и други държавни ведомства, учреждения, организации и компании.
РИА Новости е една от най-големите руски информационни агенции (ФГУП РАМИ „РИА Новости“). Пълното наименование на агенцията е: Обединено държавно федерално предприятие „Руска агенция за международна информация – РИА Новости“. Централният офис се намира в Москва, а от 24 януари 2003 г. главен редактор е Светлана Миронюк.
Основната дейност на агенцията е да съставя, изготвя и събира новини от русия и света. Мотото на компанията е: Оперативност, обективност, независимост и политическа конюнктура.
Една от целите ѝ е да разпространява официални съобщения от и за руското правителство, министерствата, ведомствата, а също така обществени и неправителствени организации.
Агенцията разполага с мащабна кореспондентска мрежа на територията на страната и 40 държави по света. Всеки ден чрез интернет комуникациите и интернет телевизията РИА Новости разпространява обществено – политическа, икономическа, научна, финансова информация на руски език, както и на английски, немски, френски, испански, сръбски, арабски, китайски, персийски и японски език.
РИА Новости е агенция, която организира и стимулира провеждането на пресконференции.
РИА Новости разполага с мащабна фотографска агенция и фотоархив, който наброява над 1 000 000 снимки. Един от най-мащабните реализирани проекти на компанията е в областта на недвижимите имоти.
Сред клиентите на агенцията са: Администрацията на президента, Правителството на Русия, министерствата, централните ведомства, регионалните органи на властта, представителите на дипломатическия корпус и бизнес кръговете, обществени и неправителствени организации.
Целевата аудитория на РИА Новости обхваща също така международни търговски и инвестиционни компании, банки, посолства, правителствени и неправителствени организации, а също така широката аудитория.

## История на агенцията
2007, главред РИА Новости – Светлана Мирончук и министърът на културата и информацията на Кралство Саудитска Арабия Аяд Мадани подписват Споразумение за сътрудничество.
Историята на РИА Новости датира от 1941 година, когато на 24 юни (2 дни след нападението на Германия) в СССР е създадено Съветско информационно бюро, познато като Совинформбюро.
През 1961 година Совинформбюро се преобразува в Прес Агенция Новости (АПН).
На 27 юли 1990 г. на базата на АПН е създадена Информационна агенция Новости (ИАН). Тя има представителства в 120 държави и издава 13 илюстровани списания е вестници.
Есента на 1991 г. ИАН се преобразува в Руска Информационна агенция „Новости“. От 1993 г. РИА „Новости“ е държавна информационно-аналитична агенция.

## Наименования
- 24.06.1941 – Съветско информационно бюро
- 21.02.1961 – Прес агенция „Новости“ (АПН)
- 27.07.1990 – Информационна Агенция „Новости“
- 09.1991 – Руска информационна агенция ”Новости“
- 05.1998 – Руска информационна агенция „Новини“ (Вести)
- 01.04.2004 – Обединено държавно федерално предприятие Руска агенция за международна информация „РИА Новости“.

## Ръководство

### Совинформбюро
• А. С. Черебанов – главен редактор (1941 – 1945)
• С. А. Лозовски – главен редактор (1945 – 1948)
• У. С. Кавинсон и Д. А. Поликарпов (1948 – 1961)

### Агенция по печата „Новости“
• Борис Бурков (1961 – 1970)
• Иван Удалцов (1970 – 1975)
• Лев Толкунов (1975 – 1983)
• Павел Наумов (1983 – 1986)
• Валентин Фалин (1986 – 1988)
• Алберт Власов (1988 – 1990)

### РИА Новости
• Андрей Георгиевич Виноградов (август 1991 – януари 1992)
• Майсарат Насрутдинов Махарадзе (януари 1992 – август 1993)
• Владимир Николаев Марков (септември 1993 – март 1998)
• Едуард Райкович Гиндилеев (май – август 1998)
• Александър Константинов Волин (август 1998 – юни 2000)
• Алексей Владимиров Жидаков (международен представител от юни 2000 – до октомври 2000)
• Владимир Михайлов Кулистиков – председател (октомври 2000 – април 2001)
• Алексей Владимиров Жидаков – председател (от юни 2001 – до октомври 2003)
• Светлана Василева Миронюк – главен редактор и председател (от 24 януари 2003 да днес)

## Известни фоторепортери
• Сергей Генадиев Гунев – заснема първите портрети на управляващите от 1978 година, от юни 2009 е действащ старши репортер на колектива „Кремлёвский пул“ (Федерация на журналисти, основана в средата на 1992 година, която има специален достъп до президента и правителството).
• Владимир Юриевич Вяткин – работи в агенцията от 1968 година, лауреат на многобройни международни награди от конкурси за фотожурналисти, трикратен носител на първа награда.

## Любопитни факти
Генералната директорка Светлана Миронюк е съпруга Сергей Зверев – бивш заместник главен директор на Администрацията на президента на Русия, специалист по ПР, ръководител и собственик на най-голямата ПР агенция „КРОС“ (съкр. от „Компания за развитие на връзките с обществеността“).
Автор на акцията „Георгиевска лента“ през 2005 година е Наталия Лосева, която предизвиква сериозен обществен дебат относно интернет информацията. Тя е директор на сектора „Интернет проекти“ към Агенция РИА Новости и специалистка по ПР.
На 27 юли 1990 година с декрет на президента на СССР Михаил Горбачов Прес Агенция „Новости“ в интерес на държавната политика и информацията се преименува на Информационна Агенция „Новости“.
Един от най-големите архиви от документи е притежание на Агенция РИА Новости. Той съдържа над 250 000 оригинални документа.